# France 3 Régions
Ici (precedentemente France 3 Sat e France 3 Régions) rappresenta una serie di programmi in onda via satellite durante le fasce orarie regionali di France 3 (in sostituzione di questi ultimi).
Essa nasce il 16 dicembre 1996, in occasione del lancio della piattaforma a pagamento TPS.
L'emittente diffonde programmi esclusivi, come Les pieds sur terre o Plein R, o prodotti per le stazioni regionali; in caso non serva un segnale nazionale, la versione in onda di France 3 sarà quella della sede di Paris Ile de France. Le versioni regionali del canale che non trasmettano nessun programma localizzato in quel momento si collegano ai programmi di Ici Toutes Régions.
Il canale manda in onda anche Édition des régions, un telegiornale composto di sole immagini, preparato per le stazioni regionali.

## Diffusione
Il canale è disponibile in Francia via etere, digitale terrestre, via cavo e via IPTV; in tutta Europa, lo si può vedere via satellite (Atlantic Bird 3; 12732 MHz in analogico, 11591 MHz, SR 20000, FEC 3/4 in digitale).

## Antenne regionali
Antenne locali e centri di produzione regionali
| Logo | Antenna locale | Data di lancio    | Polo di governanza |
| --- | --- | ----------------- | ------------------ |
| | France 3 Alpes Antenna metropolitana in prossimità di France Télévisions emittente regionale in Alvernia-Rodano-Alpi nei dipartimenti dell'Isère, Savoia e della Alta Savoia.                                                                          | 6 febbraio 1968   | Sud-Est            |
| | France 3 Alsace Antenna metropolitana in prossimità di France Télévisions emittente di una parte della regione Grand Est, nei dipartimenti Alsazia, Alto Reno e del Basso Reno.                                                                        | 15 ottobre 1953   | Nord-Est           |
| | France 3 Aquitaine Antenna metropolitana in prossimità di France Télévisions emittente regionale in Nuova Aquitania nei dipartimenti Dordogna, Gironda, Landes, Lot e Garonna e dei Pirenei Atlantici.                                                 | 1962              | Sud-Ovest          |
| | France 3 Auvergne Antenna metropolitana in prossimità di France Télévisions emittente in Alvernia. | 17 settembre 1964 | Sud-Est            |
| | France 3 Bourgogne Antenna metropolitana in prossimità di France Télévisions emittente regionale in Borgogna-Franca Contea nei dipartimenti Côte-d'Or, Nièvre, Saona e Loira e dell'Yonne                                                              | 29 ottobre 1965   | Nord-Est           |
| | France 3 Bretagne Antenna metropolitana in prossimità di France Télévisions emittente nella regione Bretagna. | 2 febbraio 1964   | Nord-Ovest         |
| | France 3 Centre-Val de Loire Antenna metropolitana in prossimità di France Télévisions emittente nella regione Centro-Valle della Loira. | 21 giugno 1965    | Nord-Ovest         |
| | France 3 Champagne-Ardenne Antenna metropolitana in prossimità di France Télévisions emittente di una parte della regione Grand Est: nelle Ardenne, Aube, Marne e l'Alta Marna.                                                                        | 25 febbraio 1965  | Nord-Est           |
| | France 3 Corse (Via Stella) Antenna metropolitana in prossimità di France Télévisions emittente sulla collectività territoriale della Corsica. | 16 dicembre 1982  | Corsica            |
| | France 3 Côte d'Azur Antenna metropolitana in prossimità di France Télévisions emittente nella regione Provenza-Alpi-Costa Azzurra nei dipartimenti Alpi Marittime e della metà est del Varo.                                                          | 1 febbraio 1964   | Sud-Est            |
| | France 3 Franche-Comté Antenna metropolitana in prossimità di France Télévisions emittente di una parte della regione Borgogna-Franca Contea, nelle Doubs, Giura, Alta Saona e nel Territorio di Belfort.                                              | 4 gennaio 2010    | Nord-Est           |
| | France 3 Languedoc-Roussillon Antenna metropolitana in prossimità di France Télévisions emittente di una parte della regione Occitania. | 4 gennaio 2010    | Sud-Ovest          |
| | France 3 Limousin Antenna metropolitana in prossimità di France Télévisions emittente nella regione Nuova Aquitania, nei dipartimenti Limosino della Creuse, Corrèze e dell'Alta Vienne.                                                               | 1º novembre 1965  | Sud-Ovest          |
| | France 3 Lorraine Antenna metropolitana in prossimità di France Télévisions emittente di una parte della regione Grand Est, nei dipartimenti Lorena di Meurthe e Mosella, Mosa, Mosella e Vosgi                                                        | 12 dicembre 1963  | Nord-Est           |
| | France 3 Midi-Pyrénées Antenna metropolitana in prossimità di France Télévisions emittente di una parte della regione Occitania. | 6 dicembre 1964   | Sud-Ovest          |
| | France 3 Nord-Pas-de-Calais Antenna metropolitana in prossimità di France Télévisions emittente di una parte della regione Alta Francia. | 10 aprile 1950    | Nord-Est           |
| | France 3 Basse-Normandie Antenna metropolitana in prossimità di France Télévisions emittente nella regione Normandia. | 27 novembre 1964  | Nord-Ovest         |
| France 3 Haute-Normandie Antenna metropolitana in prossimità di France Télévisions emittente nella regione Normandia. | | 27 novembre 1964  | Nord-Ovest         |
| | France 3 Paris Île-de-France Antenna metropolitana in prossimità di France Télévisions emittente nella regione Isola di Francia. | 30 gennaio 1964   | Nord-Ovest         |
| | France 3 Pays de la Loire Antenna metropolitana in prossimità di France Télévisions emittente di una parte della regione Paesi della Loira. | 2 febbraio 1964   | Nord-Ovest         |
| | France 3 Picardie Antenna metropolitana in prossimità di France Télévisions emittente di una parte della regione Alta Francia. | 10 aprile 1967    | Nord-Est           |
| | France 3 Poitou-Charentes Antenna metropolitana in prossimità di France Télévisions emittente nella regione Nuova Aquitania nei dipartimenti della Charente, Charente Marittima, Deux-Sèvres e della Vienne.                                           | 4 gennaio 2010    | Sud-Ovest          |
| | France 3 Provence-Alpes Antenna metropolitana in prossimità di France Télévisions emittente nella regione Provenza-Alpi-Costa Azzurra nei dipartimenti di Bocche del Rodano, Vaucluse, Alpi dell'Alta Provenza, Alte Alpi e della metà ovest del Varo. | 20 settembre 1954 | Sud-Est            |
| | France 3 Rhône-Alpes Antenna metropolitana in prossimità di France Télévisions emittente nella regione Alvernia-Rodano-Alpi nei dipartimenti di Rodano e della Loira.                                                                                  | 8 novembre 1954   | Sud-Est            |